# ABC (газета)
ABC («А-Бе-Се», «АБЦ») — испанская ежедневная газета, одна из трёх самых читаемых в стране.
В 1994 году с тиражом в 322 тысячи экземпляров ABC была второй в числе самых читаемых газет Испании (после El País и опережая El Mundo и каталонскую La Vanguardia).

## История
Газета ABC была учреждена Торкуато Лукой де Тена-и-Альваресом Оссорио 1 января 1903 года. Вначале газета выходила на еженедельной основе (в июне того же года — раз в две недели), в 1904 году некоторое время газета не выпускалась и, наконец, с 1 июня 1905 года стала выходить каждый день. Во время Первой мировой войны ABC занимала прогерманские позиции. При диктатуре генерала Мигеля Примо де Риверы (1923—1930) газета поддерживала действовавший режим. 12 октября 1929 года появилось первое региональное издание в Севилье — ABC de Sevilla.
Во время Гражданской войны позиции двух редакций газеты разделились: основная редакция поддерживала республиканцев, а севильцы выступали за мятежников Франко. В начале августа 1936 года заместитель главного редактора газеты и председатель Ассоциации прессы Мадрида Альфонсо Родригес Сантамария был расстрелян, многие журналисты были вынуждены бежать и скрываться от репрессий.
После 1938 года главная редакция ABC встала на позиции поддержки хунты Франко. После смерти Франко редакционная политика ABC стала близкой к идеологии Народной партии.

## Главные редакторы
- Торкуато Лука де Тена-и-Альварес Оссорио (1903—1929)
- Хуан Игнасио Лука де Тена (1929—1936)
- Луис де Галинсога (1936)
- Аугусто Виверо (1936)
- Эльфидио Алонсо (1936—1938)
- Мариано Эспиноса (1938—1940)
- Хосе Лосада де ла Торре (1940—1946)
- Рамон Пастор (1946—1952)
- Торкуато Лука де Тена Брунет (1952—1953)
- Луис Кальво (1953—1962)
- Торкуато Лука де Тена Брунет (1962—1975)
- Хосе Луис Себриан (1975—1977)
- Гильермо Лука де Тена (1977—1983)
- Луис Мария Ансон (1983—1997)
- Франсиско Хименес (1997—1995)
- Хосе Антонио Сарсалехос (1999—2004)
- Игнасио Камачо (2004—2005)
- Хосе Антонио Сарсалехос (2005—2008)
- Анхель Экспосито (2008—2009)
- Хосе Антонио Сарсалехос (2009—2010)
- Бьейто Рубидо (2010—н. в.)[9]